# 粕壁宿

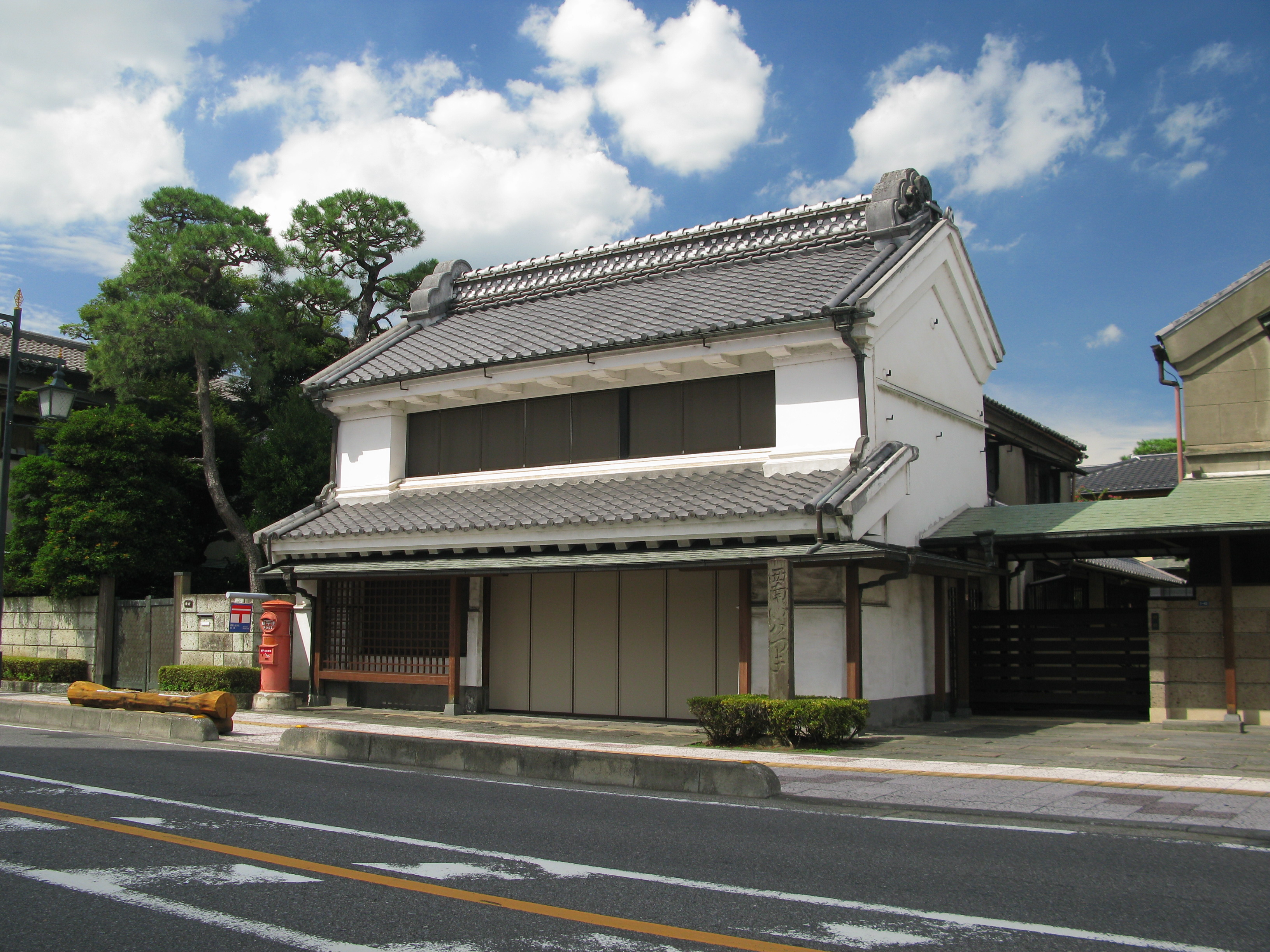
旧商家東屋 田村本店

粕壁宿（かすかべじゅく）は、江戸時代の日光街道及び奥州街道の宿場町。

## 沿革

### 背景
南北朝時代（14世紀）、新田義貞の家臣春日部氏が当地を領地としたことから「春日部」の地名が生まれたとされる。「かすかべ」の表記は何度か変更されており、粕壁は江戸・元禄期から記されている地名である。

### 開設
天正18年（1590年）小田原征伐後、徳川家康は関東移封となり江戸城に入城し、五街道の整備が進められた。
元和2年（1616年）には、粕壁宿が日光街道及び奥州街道の宿駅として開設した。江戸・日本橋から数えて4番目の宿場町である。現在の春日部駅東口の旧街道一帯である。

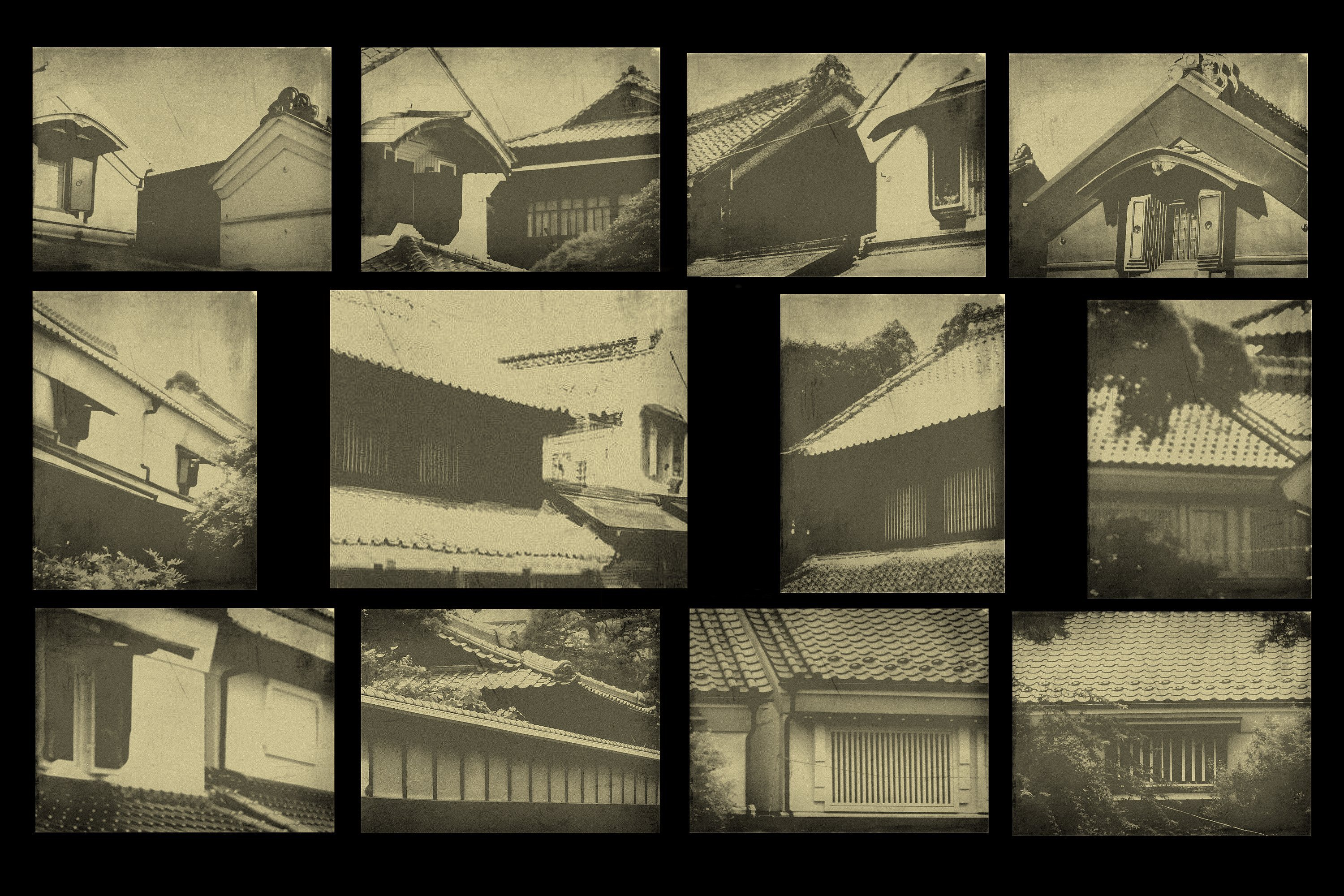
日光街道粕壁宿

天保十四年（1843年）、『日光道中宿村大概帳』によると本陣1軒、脇本陣1軒、旅籠45軒、問屋場1ヶ所、家773軒があり、日光街道23宿のうちの6番目の規模であった。

### 繁栄
街道沿いには青物店、穀物店、精米・精麦店、飲食店などが建ち並び、4と9のつく日には六斎市が開かれ、商業の町として近世以降発展した町であった。江戸・日本橋から一日歩き通すと、ちょうど1泊目となる宿場町がこの粕壁であったことから、旅人の多くはここで宿を取った。また、岩槻宿と関宿を結ぶ道が通ることからも商業・交通の要地として商人や旅人でにぎわったという。日光街道・奥州街道の宿場町であり、また古利根川を通じて、江戸と結んだ物資の集散地として栄えた。一方で、川が交わる土地や川沿いの土地の農家は水害があり農業不振に悩まされた地域でもあったという。

### 近世
その後江戸時代正保年間（1645年頃）には糟壁、糟ヶ辺という表記が交互で使われており、元禄年間（1700年頃）に粕壁、糟壁と記す漢字表記が明治初期あたりまで交互に使われていた。高橋至時・伊能忠敬らによる大日本沿海輿地全図では粕壁と記されている。
粕壁周辺は関東では珍しく、大地主が高度に成長した地域である。関東の大地主上位10家の内、4家を春日部の粕壁宿と対岸の幸松村が占めた。
- 田村家（粕壁町）
- 永田家（粕壁町）
- 鈴木家（幸松村）
- 田中家（幸松村）

## 名所・旧跡等
- 八幡神社
- 最勝院
- 源徳寺
- 東陽寺
- 小渕観音

## 設備
- 接続道路
  - 日光街道
  - 奥州街道

## 交通
隣の宿
- 日光街道・奥州街道

越ヶ谷宿 - 粕壁宿 - 杉戸宿